# Thor Heyerdahl
Thor Heyerdahl (Pronunciació en noruec: [tuːr hæiːərdɑːl] (6 d'octubre de 1914; Larvik, Noruega - 18 d'abril de 2002; Colla Micheri, Itàlia) va ser un etnògraf i aventurer (explorador) noruec; amb una bona formació en zoologia, botànica i geografia i amb un especial interès per l'antropologia. Es va fer molt famós gràcies a la seva expedició amb la Kon-Tiki, nau amb la qual va navegar 8000 km, des de l'Amèrica del Sud fins a les illes Tuamotu. L'expedició volia demostrar que els antics habitants de l'Amèrica del Sud havien navegat a través de l'oceà Pacífic, arribant a les illes de la Polinèsia i creant contactes entre aquestes dues cultures tan distants geogràficament. Aquesta expedició formava part d'un model de difusió de desenvolupament cultural.
Subseqüentment Heyerdahl va fer altres viatges dissenyats per demostrar la possibilitat de contactes entre cultures antigues àmpliament separades. Va ser nomenat estudiós/acadèmic pel govern Noruec el 1984.
També va estudiar les piràmides de Güímar.

## Biografia
Heyerdahl va nàixer Larvik, Noruega, era fill d'un mestre cerveser Thor Heyerdahl i de la seva dona, Alison Lyng. Des de ben jove, Heyerdahl va mostrar un gran interès per la zoologia. Durant la seva infància va crear un petit museu a casa seva, la seva principal atracció era un escurçó comú (Vipera berus). Va estudiar zoologia i geografia a la facultat de ciències biològiques de la Universitat d'Oslo. Al mateix temps, de forma independent i privada estudiava la cultura i la història de la Polinèsia, consultant el que llavors era la col·lecció privada més amplia del món amb llibres i documents de la Polinèsia, propietat de Bjarne Kropelien, un ric comerciant de vins d'Oslo. (Aquesta col·lecció va ser comprada més tard per la Biblioteca dels hereus de Kropelien de la Universitat d'Oslo i es va afegir al departament de recerca i desenvolupament del Museu Kon-Tiki). Després de diverses trobades i consultes amb experts de Berlin, es va arribar al desenvolupament d'un projecte esponsoritzat pels professors de zoologia d'Heyerdahl, Kristine Bonnevie i Hjalmar Broch. Heyerdahl va visitar alguns grups d'illes aïllades del Pacífic i va estudiar com els animals locals havien arribat fins allà.
Just abans de navegar junts a les Illes Marqueses el 1936, Heyerdahl es va casar amb la seva primera esposa, Liv Coucheron-Torp (1916–1969), a la qual havia conegut poc abans de començar els seus estudis universitaris i que estudiava econòmiques a la mateixa universitat. La parella va tenir dos fills; Thor Jr i Bjørn. El matrimoni va acabar en divorci.
Després de l'ocupació de Noruega pels Nazis, Heyerdahl va servir a les Forces Lliures Noruegues des de 1944, a la llunyana província de Finnmark.
El 1949 Heyerdahl es va casar amb Yvonne Dedekam-Simonsen (1924–2006). Van tenir tres filles: Annette, Marian i Helene Elisabeth. El matrimoni es va divorciar el 1969. Heyerdahl culpava de la seva separació els llargs períodes que passava allunyat de la seva família i diferències en la seva manera d'educar les filles. A la seva autobiografia, va concloure que ell era l'únic culpable de la separació.
El 1991, Heyerdahl es va casar per tercera vegada amb Jacqueline Beer (nascuda el 1932). Van viure a les Illes Canàries, concretament a Tenerife, i van estar involucrats molt activament en projectes arqueològics, especialment a Túcume, Perú, i a Azov, fins a la mort de Heyerdahl el 2002. Fins als seus últims dies va mantenir l'esperança d'emprendre un projecte arqueològic a Samoa.
Heyerdahl va morir el 18 d'abril de 2002, a Colla Micheri, Liguria, Itàlia, lloc on havia viatjat per passar les vacances de Setmana Santa amb alguns dels seus familiars més propers. El govern noruec li va rendir honors d'un funeral d'estat a la Catedral d'Oslo, el 26 d'abril de 2002. Fou enterrat al jardí de la llar familiar a Colla Micheri.

## Fatu Hiva
Els fets que van envoltar la seva estada a les Illes Marqueses, la majoria del temps passat a Fatu Hiva, van ser relatats en el seu primer llibre På Jakt etter Paradiset (La caça del Paradis) (1938), el qual va ser publicat en noruec i a causa de l'esclat de la Segona Guerra Mundial, mai va ser traduït i va quedar oblidat durant llarg temps. Molts anys després, un cop Heyerdahl havia aconseguit ja gran notabilitat amb les seves expedicions i llibres en altres subjectes, Heyerdahl va publicar una nova versió d'aquest viatge, sota el títol de Fatu Hiva (London: Allen & Unwin, 1974). La història, aquesta vegada es desenvolupa a Fatu Hiva i es relata el seu viatge a la zona d'Hivaoa i de Mohotani, explicat també al llibre titulat Green Was the Earth on the Seventh Day (Verda era la Terra en el 7è dia) (Random House, 1996).

## ExpedicióKon-Tiki
L'any 1947, Heyerdahl i cinc amics aventurers van navegar des del Perú fins a les Illes Tuamotu, a la Polinèsia francesa, en un rai amb troncs i altres materials nadius. Pae-pae és la paraula polinèsia per dir plataforma ('raft' en anglès), pae-pae també són les canoes nadiues de l'Illa de Pasqua, el rai va ser batejat amb el nom de Kon-Tiki. L'expedició Kon-Tiki estava inspirada en vells informes i dibuixos dels rais Inques fets pels conqueridors espanyols i inspirada també per les llegendes nadiues i les evidències arqueològiques i que suggerien contactes entre Sud-amèrica i la Polinèsia. El 7 d'agost de 1947, després del dia 101 i de 4.300 milles nàutiques (4.948 milles o 7.964 km) de viatge a través de l'oceà Pacífic, la Kon-Tiki va xocar amb l'escull de Raroia a les Illes Tuamotu. Heyerdahl, que havia estat a punt d'ofegar-se almenys dues vegades durant la seva infantesa i que no se sentia gens còmode a l'aigua, va confessar anys més tard que en els seus viatges en balsa hi va haver vegades en què havia temut seriosament per la seva vida.
L'expedició Kon-Tiki va demostrar que era possible viatjar amb una balsa primitiva del Pacific amb relativa facilitat i "seguretat", especialment cap a l'oest (amb els vents alisis). La balsa va provar ser altament maniobrable i la gran quantitat de peixos que es congregaven entre els nou troncs de la balsa haurien assegurat als mariners de l'antigor la hidratació necessària en absència d'altres fonts d'aigua dolça. Inspirat pel Kon-Tiki, altres balses van repetir el viatge. El llibre de Heyerdahl sobre l'expedició, "L'expedició de la Kon-Tiki", va ser traduït a 70 llengües. La pel·lícula documental de l'expedició, també titulada Kon-Tiki, va guanyar un premi Òscar el 1951. Una versió dramatitzada es va reeditar el 2012, la van nomenar també Kon-Tiki, i va ser nominada als Òscars com a millor pel·lícula de parla no anglesa i també nominada als Globus d'Or 2013 com a Millor Pel·lícula de parla no anglesa. Va ser la primera vegada que una pel·lícula noruega va ser nominada per ambdós festivals, els Òscars i els Globus d'Or.
Alguns antropòlegs continuen creient, basat en evidències lingüístiques, físiques i genètiques, que els assentaments dels habitants de la Polinèsia es van anar situant d'oest a est i que la migració va començar amb habitants provinents de les terres asiàtiques. Però existeix algunes indicacions que causen controvèrsia, es poden demostrar alguns contactes entre Sud-amèrica i la Polinèsia, especialment en el fet que la batata sudamericana se serveix com aliment bàsic en la major part de la Polinèsia. Mostres de sang preses 1971 i el 2008 dels habitant de l'Illa de Pasqua, sense cap europeu o altres descendents estrangers, van ser estudiades el 2011. L'estudi va concloure que l'evidència suportava alguns aspectes de la hipotesi d'Heyerdahl. No obstant, aquest resultats han estat qüestionats a causa de la possibilitat de contaminació de les mostres per l'existència d'europeus o sud-americans entre els avantpassats més remots dels voluntaris participants en l'estudi. Heyerdahl va intentar contrarestar l'argument lingüístic amb l'analogia que, endevinant l'origen dels afroamericans, preferiria pensar que procedeixen d'Àfrica, a jutjar pel seu color de pell, i no d'Anglaterra, a jutjar per la seva forma de parlar.

### Teoria sobre els orígens de la Polinèsia
Heyerdahl proclamava que la llegenda Inca sobre l'existència un déu del sol anomenat Con-Tici Viracocha es referia al mateix cap suprem de les persones de pell clara mítics a Perú. El nom original per Viracocha era Kon-Tiki o Illa-Tiki, que significa Sol-Tiki or Foc-Tiki. Kon-Tiki era el sacerdot superior i el rei del sol d'aquesta llegenda "l'home blanc" que va deixar enormes ruïnes a les costes del Llac Titicaca. La llegenda continua amb un misteriós home blanc barbut que va ser atacat per un cap anomenat Cari, que havia arribat del Vall de Coquimbo. Els dos homes varen lluitar en una illa del Llac Titicaca i les seves cares van quedar massacrades. No obstant, Kon-Tiki i els seus companys s'ho van manegar per escapar i arribar fins a les costes del Pacífic. La llegenda acaba amb Kon-Tiki i els seus acompanyants desapareixent cap a l'oest, cap al mar.
Quan els espanyols varen arribar a Perú, afirmava Heyerdahl, els Inques els van parlar sobre els colossals monuments que es mantenien drets escampats per aquells paratges havien estat erigits per uns déus de raça blanca que havien viscut allà abans que els Inques es convertissin en els governants. Els Inques descrivien aquests "déus blancs" com savis, instructors de pau que originalment havien arribat del nord en el "matí del temps" i van ensenyar als avantpassats dels Inques primitius arquitectura i també bons usos i costum. No eren com altres nadius americans, perquè tenien "la pell blanca i llargues barbes" i eren més alts que els Inques. Els Inques deien que "els déus blancs" van marxar tan de sobte com havien arribat i van fugir cap a l'oest, a través del Pacífic. Després que marxessin, els Inques van prendre el poder del país.
Heyerdahl deia que quan els europeus van arribar per primera vegada a les Illes del Pacific, varen quedar astorats en veure que alguns dels nadius tenien una pell relativament clara i portaven barba. Hi havia famílies senceres que tenien la pell pàl·lida i el cabell d'un color que variava des del color pèl-roig fins al ros. En contrast, la majoria dels most polinesis tenien una pell morena-daurada, tenien els cabells negres atzabeja i el nas més aviat xato. Heyerdahl proclamava que quan Jakob Roggeveen va descobrir l'Illa de Pasqua el 1722, suposadament va notar que molts dels nadius tenien la pell blanca. Heyerdahl reclamava que aquestes persones explicaven que els seus ancestres també eren de pell blanca i ho havien estat sempre fins als temps de Tiki i Hotu Matua, quan havien arribat per primera vegada creuant l'oceà "des de les terres muntanyoses de l'est cremades pel sol." L'evidència etnogràfica per aquestes reclamacions es troba esbossada al llibre de Heyerdahl Aku Aku: El Secret de l'Illa de Pasqua.
Heyerdahl proposava que el poble neolític de Tiki va colonitzar les Illes de la Polinèsia, llavors deshabitades i va arribar força al nord, fins a Hawaii, tan al sud com fins a Nova Zelanda, tan a l'est com l'Illa de Pasqua i tan a l'oest com Samoa, cap a l'any 500 A.D. Suposadament varen navegar des del Perú fins a les Illes Polinèsies en pae-paes, llargues plataformes construïdes per troncs, completades amb veles i amb una petita cabana. El poble neolític de Tiki va construir enormes estàtues de pedra tallades a la imatge dels éssers humans a Pitcairn, les Illes Marqueses, i l'Illa de Pasqua que s'assemblen a les que hi ha a Perú. També varen construir grans piràmides a Tahiti i Samoa amb passos com els del Perú. Però a tota la Polinèsia, Heyerdahl va trobar indicacions que la raça pacifica de Tiki no havia estat capaç de conservar les illes per massa temps. Va trobar evidències que suggerien que canoes de guerra de navegació marítima tan grans com els vaixells Vikings encordades de dos en dos havien portat les estàtues de pedra dels indis del nord-oest d'Amèrica a la Polinèsia cap a l'any 1100 AD, i que els indis americans es van barrejar amb la població de Tiki. La història transmesa de forma oral entre la població de l'Illa de Pasqua, almenys tal com està documentada per Heyerdahl, és completament consistent amb aquesta teoria, així com amb els registres arqueològics examinats per ell (Heyerdahl 1958). En particular, Heyerdahl va obtenir, a través de la prova del radiocarboni (¹⁴C), l'edat d'un foc de carbó situat en una fosa (originari de l'any 400 AD). Aquest forn havia estat utilitzat pels habitants de l'Illa de Pasqua com a forn i pels "Orelles Llargues" Hanau epe ," els quals, segons les fonts Rapa Nui de Heyerdahl, en la seva tradició oral recitada, identificaven com els homes de raça blanca que havien governat l'illa en el passat (Heyerdahl 1958).
Heyerdahl més endavant va argumentar en el seu llibre Indis Americans al Pacific que els actuals habitants de la Polinèsia varen emigrar des d'algun país Asiàtic, però a través d'una via alternativa. Ell proposava que els Polinesis havien viatjat amb el vent al llarg dels corrents del Pacific del Nord. Aquests emigrants llavors haurien arribat a la Columbia Britànica. Heyerdahl sostenia que les tribus contemporànies de la Columbia Britànica, com les Tlingit i Haida, eren descendents d'aquest emigrants, i per donar suport a les seves afirmacions, Heyerdahl es basava en les similituds existents física i culturalment entre aquestes tribus de la Columbian Britànica, els Polinesis, i l'antic món. D'altra banda Heyerdahl's alhora reclamava, no obstant, que no hi havia evidències que els Tlingit, i els Haida o altres tribus de la Columbia Britànica tinguessin cap afinitat amb els Polinesis.
La teoria de Heyerdahl sobre els orígens de la Polinèsia no va guanyar acceptació entre els antropòlegs. Evidències físiques i culturals havien suggerit llargament que els assentaments dels habitants de la Polinèsia es van fer d'oest a est, les migracions varen començar des de les terres principals d'Asia, no des del Sud. En els últims anys de la dècada dels 90, test genètics van permetre trobar que l'ADN mitocondrial dels Polinesis és més similar als habitants del sud-est Asiàtic que als habitants de Sud-amèrica, mostrant així que els seus ancestres probablement provenien d'Asia.
Un recent estudi realitzat per l'investigador noruec Erik Thorsby suggereix que se li hauria de donar cert mèrit a les idees d'Heyerdahl, ja que encara que la Polinèsia va ser colonitzada des d'Asia, alguns contactes amb el Sud-Americans sí que van existir. Alguns crítics suggereixen, no obstant, aquesta recerca de Thorsby és inconclusa perquè les seves dades podien haver estat influenciades per contactes més recents amb la població.
L'antropòleg Robert Carl Suggs va incloure un capítol titulat "El Mite Kon-Tiki" en el seu llibre de la Polinèsia, arribant finalment a la conclusió que "La teoria Kon-Tiki és quasi tan plausible com els contes sobre l'Atlantis, Mu, i els 'Nens del Sol.' Com moltes d'aquestes teories que fan excitant les lectures lleugeres, però com a exemple de mètode científic és un argument força pobre."
L'antropòleg i geògraf nacional explorador en residència Wade Davis també va criticar la teoria d'Heyerdahl en el seu llibre The Wayfinders (Els trobadors de camins), els quals exploren la història de la Polinèsia. Davis diu que Heyerdahl "ignora l'aclaparadora lingüística corporal, etnogràfica, i etnobotànica evidencia, augmentada avui per les dades genètiques i arqueològiques, les quals indiquen que estava completament equivocat."

## L'expedició a Rapa Nui (L'Illa de Pasqua)
Entre 1955–1956, Heyerdahl va organitzar l'Expedició Antropològia Noruega a Rapa Nui (Illa de Pasqua). L'expedició incloïa als científics Arne Skjølsvold, Carlyle Smith, Edwin Ferdon, Gonzalo Figueroa[28] i William Mulloy. Heyerdahl i els arqueòlegs professionals que van viatjar amb ell i passaren diversos mesos a Rapa Nui, investigant importants llocs antropològics. Cal destacar que el projecte incloïa experiments en talles, transport i ereccions dels moais, així com excavacions en llocs prominents com Orongo i Poike. L'expedició va publicar dos llargs volums d'informes científics (Informes de l'Expedició Arqueològica Noruega a l'Illa de Pasqua i el Pacífic Est) i Heyerdahl més tard va afegir-hi un tercer volum (L'art de l'Illa de Pasqua). El llibre més popular d'Heyerdahl sobre aquest tema, Aku-Aku va ser un altre best-seller internacional.
A l'Illa de Pasqua: El Misteri Resolt (Random House, 1989), Heyerdahl oferia una teoria més detallada de la història de l'illa. Basada en testimonis dels nadius i en recerques arqueològiques, ell sostenia que l'illa va ser colonitzada originàriament pels Hanau eepe ("Orelles Llargues"), de Sud-amèrica, i que els polinesis Hanau momoko ("Orelles curtes") havien arribat a partir de la segona meitat del segle XVI; Podien haver arribat de manera independent o potser van ser importats com a treballadors. Segons Heyerdahl, alguna cosa va passar entre el descobriment de l'illa per l'Almirall Roggeveen el 1722 i la visita de James Cook el 1774; mentre Roggeveen va trobar blancs, Indians, i polinesis convivint en relativa harmonia i prosperitat, Cook va trobar una població molt més petita constituïda principalment per polinesis els quals vivien en privació.
Heyerdahl havia pres nota d'històries de la tradició oral d'un aixecament dels "Orelles Curtes" contra els governants "Orelles Llargues." Els "Orelles Llargues" van cavar un fossat defensiu a l'extrem est de l'illa i el van emplenar amb llenya. Durant l'aixecament, Heyerdahl reivindicava, que els "Orelles Llargues" van encendre la fossa i van retrocedir quedant protegits per ella, però els "Orelles Curtes" van trobar un camí per rodejar el foc, i van aparèixer per darrere, i van empènyer cap al foc a tots els "Orelles Llargues" excepte a dos. Aquesta fossa fou descoberta per l'expedició noruega, es va construir tallada parcialment a la roca. Capes de foc van ser descobertes, però no hi havia fragments de cossos. Pel que fa a l'origen de la població actual de l'Illa de Pasqua (2013) test d'ADN han mostrat una total concordança amb la població autòctona del Pacífic i cap classe de connexió amb la població de Sud-amèrica. Si la història sobre la mort de quasi tots els orelles-llargues en una guerra civil és certa, això és el que es podia esperar, que la seva línia de sang fou totalment destruïda. Recentment (2006?) un test va mostrar traces de Sud-Americans en algunes proteïnes, però si aquest fet és una herència d'una persona que va arribar en temps posteriors, és difícil de saber.

## Els raisRaiRa II

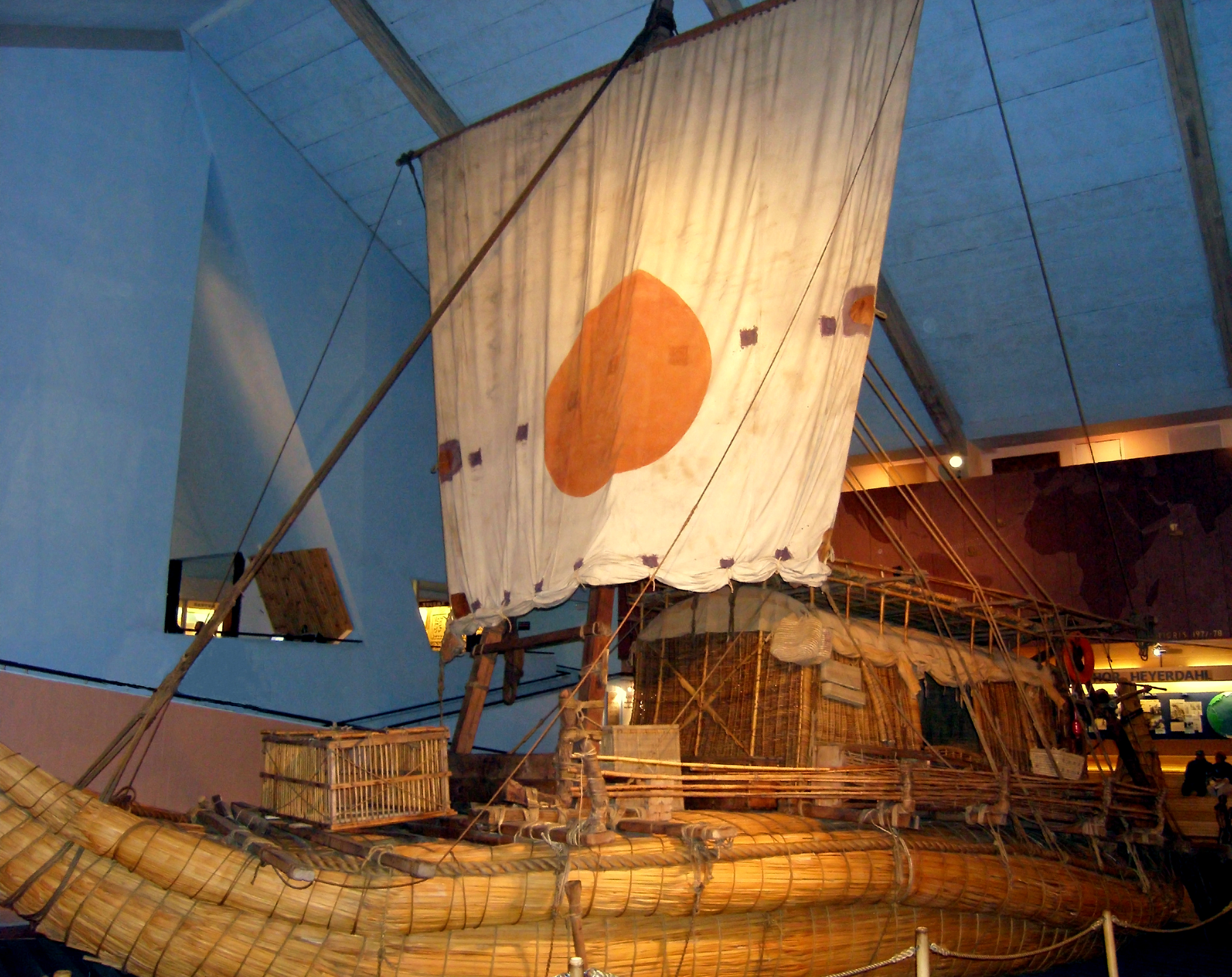
Museu Kon-Tiki - Ra II

En els anys 1969 i 1970, Heyerdahl va construir dos rais de papir i va intentar creuar l'oceà Atlàntic partint des del Marroc (Àfrica).
Basant-se en dibuixos i models de l'antic Egipte, el primer rai, batejada amb el nom de Ra (en honor del déu egipci del sol), fou construïda per constructors de balses del Llac Txad, es van utilitzar papirs vermells obtinguts al Llac Tana a Etiòpia i llançat a l'Oceà Atlàntic des de la costa del Marroc. La tripulació del Ra incloïa a Thor Heyerdahl (Noruega), Norman Baker (USA), Carlo Mauri (Itàlia), Yuri Senkevich (USSR), Santiago Genoves (Mèxic), Georges Sourial (Egipte) i Abdullah Djibrine (Chad). Només Heyerdahl i Baker tenien experiència en vela i navegació. Després de nombroses setmanes el rai, Ra va fer aigües després que la seva tripulació va fer modificacions en el vaixell, les quals van causar el seu enfonsament després d'haver navegar més de 4000 milles. La tripulació es va veure forçada a abandonar el rai Ra alguns centenars de milles abans d'arribar a les Illes del Carib i fou salvada per un iot.
L'any següent, el 1970, un vaixell similar, el Ra II, fou construït de totora per Demetrio, Juan i Jose Limachi del Llac Titicaca a Bolívia i igualment va salpar per creuar l'Oceà Atlàntic des del Marroc, aquesta vegada l'expedició va ser un gran èxit. La tripulació era majoritàriament la mateixa; només Djibrine havia estat reemplaçat per Kei Ohara del Japó i Madani Ait Ouhanni del Marroc. El rai va arribar a Barbados, i d'aquesta manera fa demostrar que altres mariners podien haver aconseguit realitzar viatges transatlàntics navegant amb el corrent de Canàries.
El llibre "L'expedició Ra" i el film documental Ra (1972) són l'explicació d'aquests viatges. A part dels aspectes més primaris d'aquesta expedició, Heyerdahl deliberadament va seleccionar una tripulació que representava una gran diversitat de races, nacionalitats, religions i punts de vista polítics amb la intenció de demostrar que, almenys en la seva "petita illa flotant", aquestes persones podien cooperar i viure en pau. Adicionalment, l'expedició va prendre mostres de la pol·lució marina i va presentar el seu informe a les Nacions Unides.

## Tigris

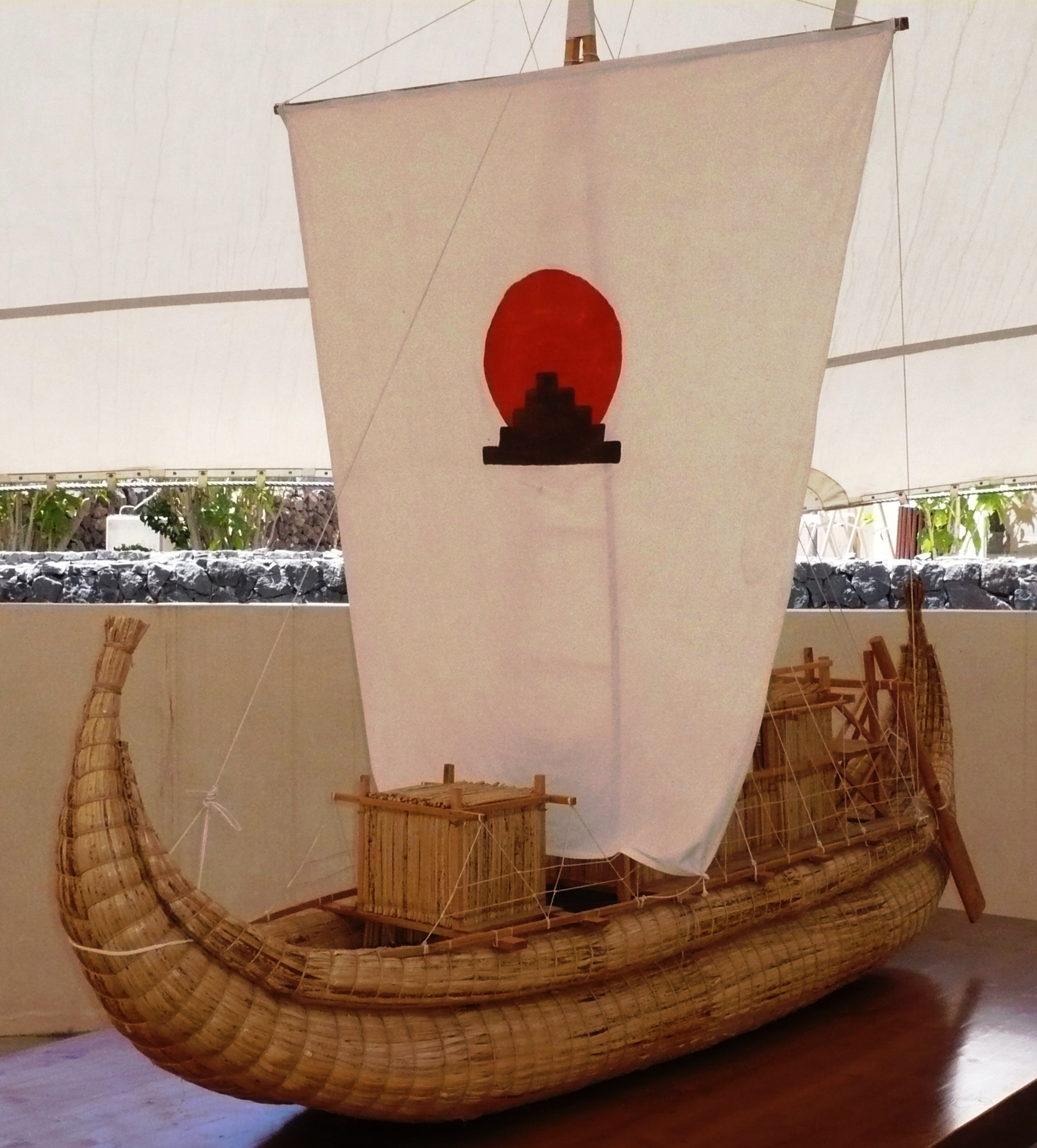
Model de la balsa Tigris a les Pirámides de Güímar, Tenerife.

Heyerdahl va construir encara una altra embarcació de boga, la Tigris, la construcció de la qual tenia com a objectiu demostrar que el comerç i la migració podien haver unit la Mesopotàmia amb la Civilització de la vall de l'Indus que es trobava on es troba actualment el Pakistan. La Tigris va ser construïda a l'Iraq i va navegar a través del Golf Pèrsic fins al Pakistan amb una tripulació internacional, fent camí per la Mar Roja. Després d'uns 5 mesos al mar i encara estan en condicions de navegar, la Tigris fou deliberadament cremada a Djibouti, el dia 3 d'abril de 1978, com a protesta contra les furioses guerres que hi ha a cada costat de la Mar Roja i a la Banya d'Àfrica. A la seva Carta Oberta al Secretari General de les Nacions Unides, Kurt Waldheim, s'explicaven les raons de la crema.
Avui hem cremat orgullosos el nostre vaixell ... com a protesta contra elements inhumans del món de 1978 ... Ara ens veiem forçats a aturar-nos a l'entrada de la Mar Roja. Envoltats per avions militars i vaixells de guerra de les nacions més civilitzades i desenvolupades del món, governs de països amics, per motius de seguretat, ens han denegat els permisos per desembarcar a qualsevol lloc, excepte a la petita, però encara neutral, República de Djibouti. A tot arreu al voltant nostre, germans i veïns estan compromesos amb l'homicidi, homicidis comesos amb els mitjans facilitats per aquells que lideren la humanitat en el nostre viatge comú cap al tercer mil·lenni. Dirigim el nostre crit a les masses innocents de tots els països industrialitzats. 
Hem de despertar d'aquesta insana realitat del nostre temps ... Tots som responsables, a menys que exigim responsabilitats als prenedors de decisions, responsables dels armaments moderns, els quals mai més han de ser facilitats a aquells pobles que lliuraven batalles amb destrals i espases amb els nostres ancestres condemnats.
El nostre planeta és més gros que els feixos de canyes que ens han portat a través dels mars, i tot i així, continua essent prou petit com per córrer els mateixos riscos a menys que aquells que encara continuem vius, obrim els nostres ulls i les nostres ments a la desesperada necessitat d'intel·ligent col·laboració per a salvar-nos a nosaltres mateixos i a la nostra civilització comú abans de convertir-la en un vaixell enfonsat.
En els següents anys, Heyerdahl fou sovint preguntat sobre la pau internacional i el medi ambient. La tripulació de la Tigris estava formada per once homes: Thor Heyerdahl (Noruega), Norman Baker (USA), Carlo Mauri (Itàlia), Yuri Senkevich (antiga USSR), Germà Carrasco (Mèxic), Hans Petter Bohn (Noruega), Rashad Nazar Salim (Iraq), Norris Brock (USA), Toru Suzuki (Japó), Detlef Zoltze (Alemània), i Asbjørn Damhus (Dinamarca).

## "La Recerca d'Odin" a l'Azerbaidjan i Rússia
Heyerdahl va fer quatre visites a Azerbaidjan els anys 1981, 1994, 1999 i 2000. Heyerdahl havia estat durant molt de temps fascinat pels gravats rupestres datats aproximadament entre el 8è i 7è mil·lenni abans de C. a Gobustan (a uns 48 km a l'oest de Bakú). Estava convençut que el seu estil artístic s'assembla molt a les pintures rupestres trobades a la seva Noruega nativa. Els dibuixos de vaixells, en particular, eren vistos per Heyerdahl com a similars i dibuixats amb línies simples en forma de falç, representant la base de l'embarcació, amb línies verticals a la coberta, il·lustrant la tripulació o, potser els rems elevats.
Basat en aquest i altres documents, Heyerdahl proposava que Azerbaidjan va ser l'assentament d'una antiga però avançada civilització. Heyerdahl creia que els nadius havien emigrat cap al nord a través de canals navegables (encara existents avui dia) fins a Escandinàvia, utilitzant vaixells construïts de manera enginyosa fets de pells, les quals podien ser doblegades com la roba. Quant els tripulants de les embarcacions viatjaven contra corrent, doblaven i empaquetaven convenientment les seves canoes o balses, fetes de pells i les transportaven amb animals.
Durant la visita de Heyerdahl a Baku l'any 1999, va fer classes sobre la història dels antics Reis Nòrdics a l'Acadèmia de les Ciències. Va parlar sobre una marcació feta per Snorri Sturluson, un historiador-mitògraf, al segle xiii a "La SagaYnglinga" la qual relata que "Odin (un déu escandinau que fou també un dels reis nòrdics) va viatjar cap al nord amb tot el seu poble des d'un país anomenada Aser."(vegeu també La casa de Ynglings i Els reis mitològics de Suècia). Heyerdahl acceptava el relat de Snorri com a realitat literal, i creia que el cacic Odin va guiar el seu poble en migració de l'est a l'oest i cap al nord a través de Saxònia, fins a Fyn a Dinamarca, i finalment assentant-se a Suècia. Heyerdahl deia que la localització geogràfica del mític Aser o Æsir coincidia amb la regió contemporània de l'Azerbaidjan - "a l'est de les muntanyes del Caucas i del mar Negre". "No estem parlant més de mitologia,"deia Heyerdahl, "sinó de realitats geogràfiques i d'història. Els azerbaidjanesos haurien d'estar orgullosos de la seva cultura antiga. És tan rica i antiga com la de la Xina i la de Mesopotàmia."
Un dels seus últims projectes, Jakten på Odin, 'La Recerca d'Odin', fou una sobtada revisió de les seves hipòtesis sobre Odin, en desenvolupament i progres de les excavacions iniciades per ell mateix el 2001–2002 a Azov, Rússia, a prop del Mar d'Azov al nord-est del mar Negre.[35] Heyerdahl cercava les restes d'una civilització perquè coincidís i donés explicació a l'assentament d'Odin a Snorri Sturlusson, una mica al nord del seu objectiu original de l'Azerbaidjan, a la mar Càspia, on havia estat només dos anys abans. Aquest projecte generava dures crítiques i acusacions de la pseudociència d'historiadors, arqueòlegs i lingüistes a Noruega, els quals acusaven Heyerdahl d'un ús selectiu de les fonts, i d'una manca bàsica de metodologia científica en el seu treball.[36][37]
La reclamació principal de Heyerdahl es basava en les semblances de noms de la mitologia nòrdica i els noms geogràfics de la regió del Mar Negre, per exemple Azov i Æsir, Udi i Odin, Tyr i Turquia. Filòlegs i historiadors rebutgen aquests paral·lelismes i creuen que són meres coincidències i/o anacronismes, per exemple la ciutat d'Azov no va tenir aquest nom fins uns 1000 anys després que Heyerdahl reclames que Æsir habitava allà. La controvèrsia que envolta el projecte de "La recerca d'Odin" fou, en moltes qüestions, típic si tenim en compte la relació entre Heyerdahl i la comunitat acadèmica. Les seves teories rarament comptaven amb l'acceptació científica, mentre que Heyerdahl també rebutjava tota crítica científica i es concentrava en publicar les seves teories en llibres populars dirigits al públic en general.
Des de 2012, la hipòtesi d'Odin de Heyerdahl no ha estat encara validada per cap historiador, arqueòleg o lingüista.

## Altres projectes
Heyerdahl també va investigar els monticles trobats a les Illes Maldives a l'oceà Índic. Allà, va trobar fonaments i patis orientats al sud, i també estàtues amb els lòbuls de les orelles allargades. Heyerdahl creia que aquestes troballes coincidien amb la teoria de la civilització marinera que es va originar en el qual ara s'anomena Sri Lanka, i que va colonitzar les Maldives, i influencià i fundà les antigues cultures de Sudamerica i de l'Illa de Pasqua. Els seus descobriments estan detallats en el seu llibre El Misteri de les Maldives.
El 1991 va estudiar les Piràmides de Güímar a Tenerife i va declarar que no eren munts de pedra a l'atzar sinó piràmides. Basat en el descobriment fet pels astrofísics Aparicio, Belmonte i Esteban, de l'Institut d'Astrofísica de Canàries sobre l'orientació de les "piràmides", les quals estaven astronòmicament orientades, i convençut que tenien un origen antic, Heyerdahl reclamava que l'antic poble que les va construir eren probablement adoradors del sol. Heyerdahl va avançar la teoria d'acord amb la qual les Illes Canàries havien estat la base de la navegació antiga entre Amèrica i el Mediterrani.
Heyerdahl fou també una activa figura en la política verda. Va rebre nombroses medalles i premis i va ser nomenat 11 vegades Doctor honoris causa per Universitats d'America i Europa.

## Mort

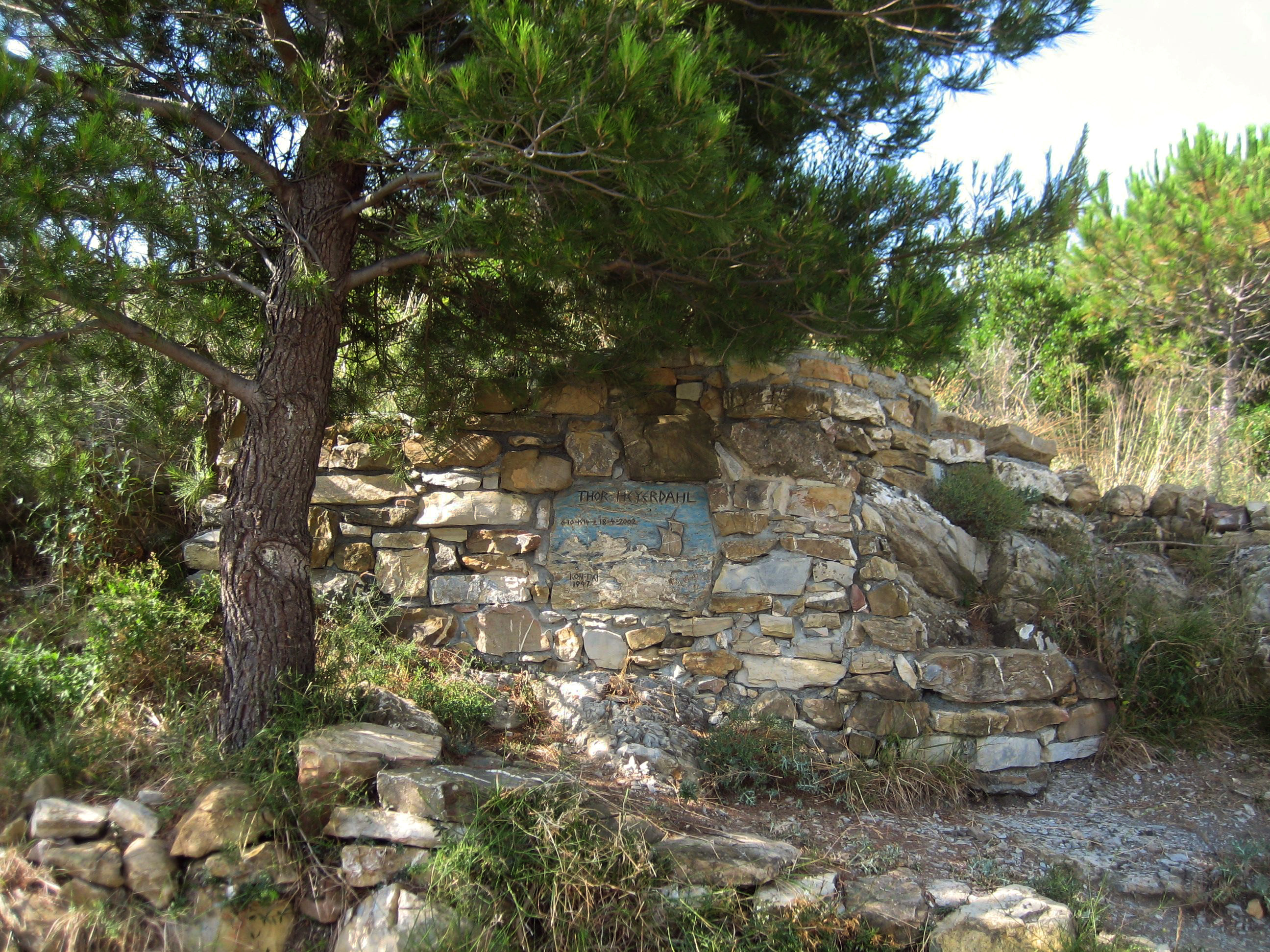
Tomba de Thor Heyerdahl a Colla Micheri.

Durant els anys següents Heyerdahl va participar en diverses expedicions i projectes arqueològics. Va continuar essent conegut principalment gràcies a les seves construccions de vaixells i pel seu èmfasi en el difusionisme cultural. Va morir a l'edat de 87 anys, d'un tumor cerebral. Després de conèixer el diagnòstic es va preparar per morir rebutjant prendre cap mena d'aliment ni medicació o tractament. El govern noruec li va rendir els honors d'un funeral d'estat a la Catedral d'Oslo el 26 d'abril de 2002. Va ésser incinerat i les seves cendres descansen al jardí de la casa familiar a Colla Micheri.

## Llegat
- Les expedicions de Heyerdahl eren espectaculars i captaven la imaginació del públic. Encara que molt del seu treball continua sense l'acceptació de la comunitat cièntifica, Heyerdahl va incrementar l'interés del públic per la història antiga i l'antropologia. També va mostrar que els viatges oceànics de llarga distància eren possibles en l'antigor. Va ser un gran practicant de l'arqueologia experimental i gràcies a això i a l'interès que va despertar en persones de totes les edats va aconseguir introduir nous lectors en temes con l'arqueologia i l'etnologia.
- El 1954 William Willis va viatjar sol des del Perú fins a la Samoa Americana navegant en una petita balsa anomenada "Les Set Germanetes" (Seven Little Sisters).

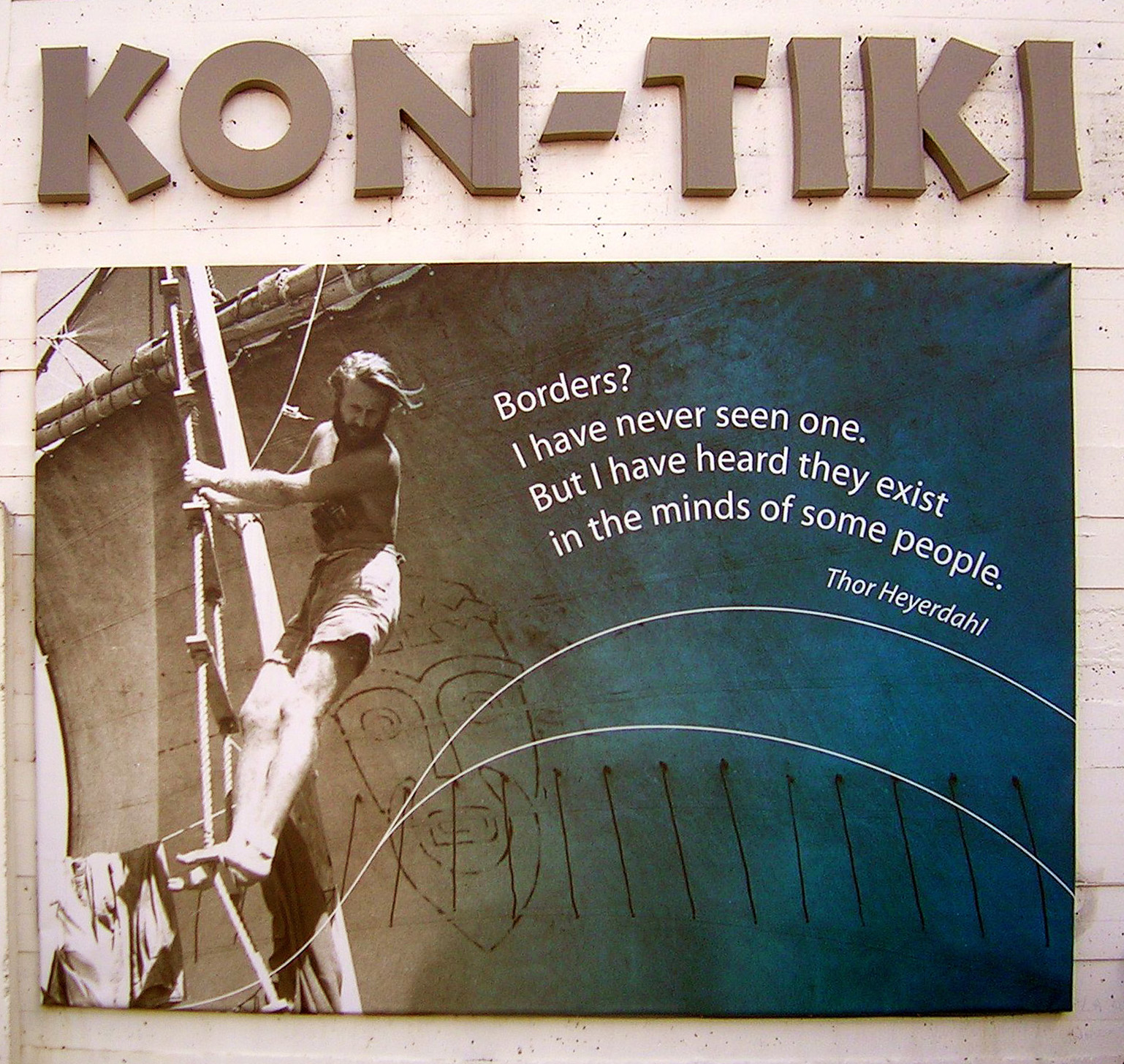
Cita de Heyerdahl sobre les fronteres, a la vora del Museu Kon-Tiki a Oslo.

- Les Expedicions Kantuta, amb Eduard Ingris al capdavant, van repetir les expedicions de la Kon-Tiki.
- El net de Thor Heyerdahl, Olav Heyerdahl, va tornar sobre les passes del Kon-Tiki i del viatge del seu avi, el 2006, com a part d'una expedició amb sis membres. El viatge, organitzat per Torgeir Higraff i anomenat l'Expedició Tangaroa,[37] era un tribut a Thor Heyerdahl, i tenia també el propòsit d'entendre la navegació mitjançant quilles movibles ("guara")[38] així com la de provar sistemes per monitorar l'entorn de l'Oceà Pacífic.
- Un llibre sobre l'Expedició Tangaroa[39] escrit per Torgeir Higraff fou publicat el 2007. El llibre conté nombroses fotografies del viatge del Kon-Tiki 60 anys abans i està il·lustrat amb fotografies del membre de la tripulació de l'expedició Tangaroa, Anders Berg (Oslo: Bazar Forlag, 2007). "L'Expedició Tangaroa" és també un documental produït en DVD, en anglès, noruec, suec i espanyol.
- L'Institut Thor Heyerdahl fou creat el 2000. Thor Heyerdahl va acordar i encoratjar la creació de l'institut i dels seus objectius de desenvolupar i promoure el desenvolupament de les idees i principis d'Heyerdahl. L'institut està situat a la ciutat on va nàixer Heyerdalh, a Larvik, Noruega.
- A Larvik, el lloc de naixement de Thor Heyerdahl, la municipalitat va començar el 2007 un projecte per atraure més visitants. Des de llavors, han comprat i renovat l'antiga casa de la infantesa de Heyerdahl, han organitzat una regata anual de balses en el seu honor a finals de l'estiu i s'ha començat a desenvolupar el centre Heyerdahl.[40]
- Paul Theroux, en el seu llibre Les Illes Felices d'Oceania, critica Heyerdahl per intentar vincular la cultura de les Illes de la Polinèsia amb la cultura Peruana. No obstant, investigacions científiques recents que comparen l'ADN d'alguns nadius de les Illes Polinèsies amb nadius de Peru suggereix que hi ha algun mèrit en les idees de Heyerdahl i que mentre la Polinèsia era colonitzada des d'Asia, algun contacte amb Sudamerica també va existir.[21][22]
- El Dubai College, una escola britànica independent a Dubai, nomenada una de les cases de l'escola de Heyerdahl. Altres cases de l'escola nomenades pel Dubai College inclosa Barbarossa, Chichester i Cousteau, totes batejades amb noms de famosos exploradors.
- Google va honorar Heyerdahl en el dia del centenari del seu naixement i li va dedicar el Google Doodle.[41]

El maig de 2011, els arxius de Thor Heyerdahl van ser afegits al Registre de "La memòria del món" de la UNESCO. En aquells moments aquesta llista incloïa 238 col·leccions d'arreu del món. Els arxius d'Heyerdahl contenen documents des de 1937 fins al 2002, inclouen la seva col·lecció fotogràfica, els seus diaris personals, cartes privades, els plànols de les seves expedicions, articles, retalls de diaris, llibres originals, i articles escrits a mà per ell mateix. Els arxius d'Heyerdahl són administrats pel Museu Kon-Tiki i la Biblioteca Nacional de Noruega d'Oslo.

## Condecoracions i Doctorats Honoris Causa

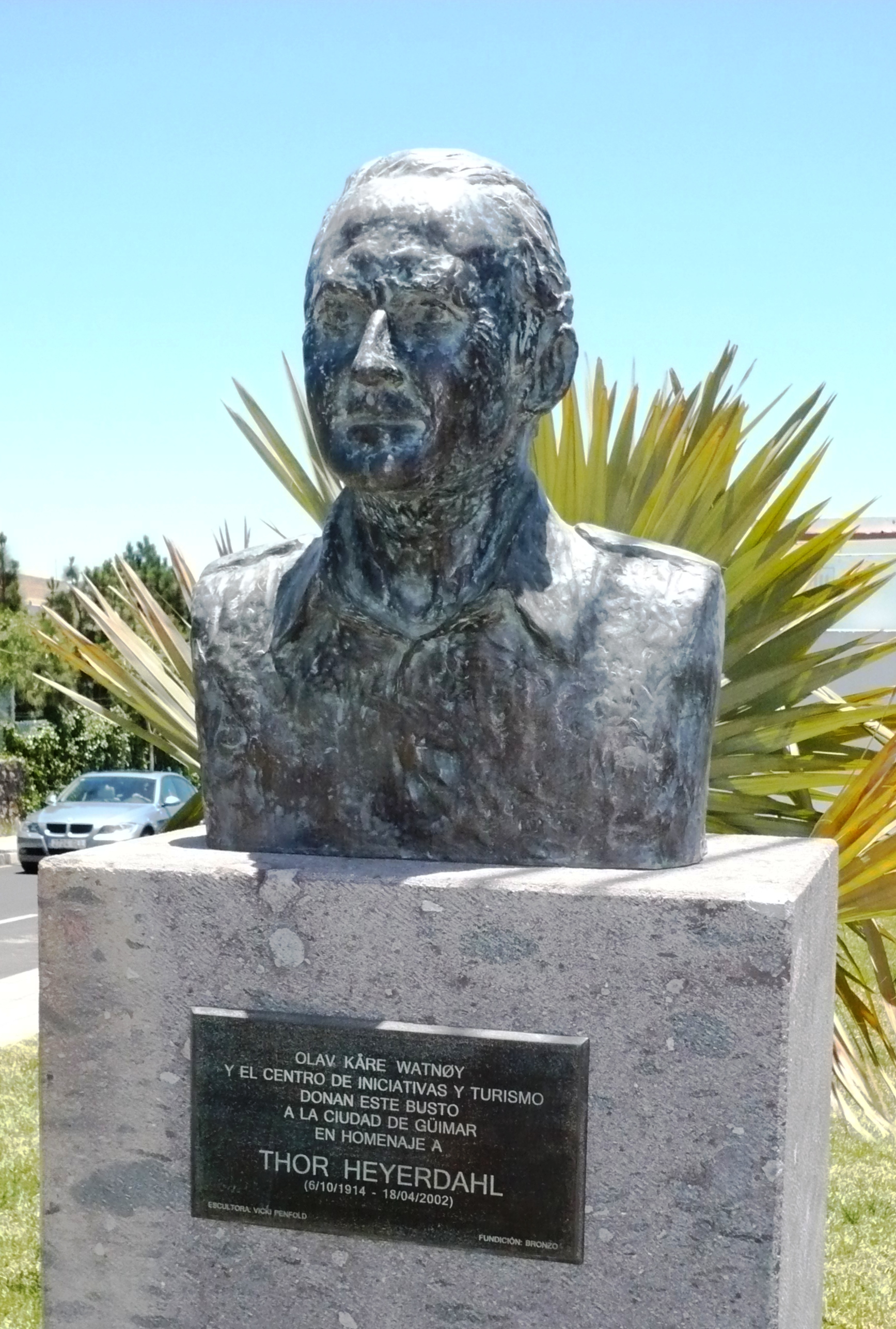
Bust de Thor Heyerdahl. Güímar, Tenerife.

L'Asteroide 2473 Heyerdahl porta el seu nom, així com els HNoMS ''Thor Heyerdahl'' (His Norwegian Majesty's Ship), una fragata de l'armada noruega, el ferri-creuer MS Thor Heyerdahl (actualment anomenat MS Vana Tallinn) i el vaixell escola alemany de tres màstils Thor Heyerdahl, el qual originalment pertanyia a un dels participants de l'Expedició Tigris. L'escola de secundària Thor Heyerdahl Upper Secondary School de Larvik, la seva ciutat de naixement, també fou anomenada així en l'honor.
Heyerdahl també va rebre nombrosos premis i doctorats honorífics:

### Càrrecs honorífics d'estat i governamentals
- La Gran Creu del Reial Orde Noruec de Sant Olaf (1987) (Comandant amb una Estrella: 1970; Comandant: 1951)
- La Gran Creu de l'Ordre al Mèrit del Perú (1953)[44]
- Gran Oficial de l'Ordre al Mèrit de la República Italiana (21 de juny de 1965)[44][45]
- Cavaller de l'Orde de Sant Joan de Jerusalem[44]
- Cavaller de l'Ordre al Mèrit, Egipte (1971)[44]
- Gran Oficial de l'Ordre Reial Alauita (Marroc; 1971)[44]
- Oficial, de l'Ordre del Sol (Perú) (1975) i Cavaller de la Gran Creu[44]
- Premi Internacional de Medi Ambient Pahlavi, Nacions Unides (1978)[44]
- Cavaller de l'Ordre de l'Arca d'Or, Holanda (1980)[44]
- Comandant dels Cavallers Americans de Malta (1970)[44]
- Premi de la Ciutadania Mundial, Civitan International[44]
- Condecoració Austríaca de les Ciències i l'Art (2000)
- Medalla de St. Hallvard

### Honors Acadèmics
- Medalla Retzius, Reial Societat Sueca d'Antropologia i Geografia (1950)[44]
- Medalla Mungo Park, Reial Societat Escocesa de Geografia (1951)[44]
- Medalla d'Or Bonaparte-Wyse, Societat de Geografia de Paris (1951)[44]
- Medalla d'Or Bush Kent Kane, Societat Geogràfica de Filadelfia (1952)[44][46]
- Membre Honorari, Societats Geogràfiques de Noruega (1953), Perú (1953) i Brasil (1954)[44]
- Membre Electe de l'Acadèmia Noruega de les Ciències (1958)[44]
- Membre de l'Acadèmia de les Ciències de Nova York (1960)[44]
- Medalla d'Or Vega, Societat Sueca d'Antropologia i Geografia (1962)[44]
- Medalla Lomonosov, Universitat Estatal de Moscou (1962)[44]
- Medalla d'Or, Reial Societat Geogràfica, Londres (1964)[44]
- Premi per Serveis Distingits/Meritoris, Universitat Luterana del Pacífic, Tacoma, Washington, USA (1966)[44]
- Membre de l'Associació Americana Antropològica (1966)[44]
- Premi Kiril i Metodi, Societat Geogràfica, Bulgaria (1972)[44]
- Professor Honorari, Institut Politècnic Nacional, Mèxic (1972)[44]
- Premi Bradford Washburn, Museu de les Ciències, Boston, USA, (1982)[44]
- Medalla del President, Universitat Luterana del Pacífic, Tacoma, USA (1996)[44]
- Membre Honorari del Professorat, Universitat de l'Oest, Baku, Azerbaidjan (1999)[47]

### Doctorats Honorífics
- Doctor Honoris Causa, Universitat d'Oslo, Noruega (1961)[44]
- Doctor Honoris Causa, Acadèmia de les Ciències de l'antiga USSR (1980)[44]
- Doctor Honoris Causa, Universitat de San Martin, Lima, Peru, (1991)[44]
- Doctor Honoris Causa, Universitat de l'Havana, Cuba (1992)[44]
- Doctor Honoris Causa, Universitat de Kiev, Ucraïna (1993)[44]

## Llibres
- Publicats en noruec i/o anglès:[48]
  - På Jakt efter Paradiset (La Recerca del Paradís), 1938; Fatu-Hiva: Retorn a la Natura (canviat de títol en anglès el 1974).
  - Indians in the Pacific: The Theory Behind the Kon-Tiki Expedition (Chicago: Rand McNally, 1952).
  - Sea Routes to Polynesia: American Indians and Early Asiatics in the Pacific (Chicago: Rand McNally, 1968), 232 pages.
  - The Ra Expeditions ISBN 0-14-003462-5.
  - Early Man and the Ocean: The Beginning of Navigation and Seaborn Civilizations
  - The Tigris Expedition: In Search of Our Beginnings
  - The Maldive Mystery
  - Green Was the Earth on the Seventh Day: Memories and Journeys of a Lifetime
  - Pyramids of Tucume: The Quest for Peru's Forgotten City
  - Ingen grenser (No Boundaries, Norwegian only), 1999[50]
  - Jakten på Odin (Theories about Odin, Norwegian only), 2001
- Publicats en català i/o espanyol:
- L'expedició de la Kon-Tiki, 1948.
- Aku-Aku: El Secret de l'Illa de Pasqua ISBN 0-14-001454-3
- Darrere les passes d'Adam, 2001, ISBN 0-349-11273-8